# NGC 7278
NGC 7278 este o galaxie situată în constelația Tucanul. A fost descoperită în 11 august 1836 de către John Herschel.